# Torneo Transición de la Segunda División Profesional de Chile 2017
El Campeonato Nacional de Transición de la Segunda División Profesional 2017 fue la edición n.º 7 de este torneo. Fue el segundo torneo del año 2017 de la Segunda División Profesional de Chile y el único de la Temporada 2017. Fue organizado por la Asociación Nacional de Fútbol Profesional de Chile (ANFP).
La novedad que presentó el torneo, es el regreso de Provincial Osorno a la Segunda División Profesional del fútbol chileno, después de cinco años de ausencia, luego de coronarse campeón de la Tercera División A 2016 por sobre Deportes Recoleta que de igual forma consiguió su ascenso y debutará en el fútbol profesional.
La otra novedad, es que el Canal del Deporte Olímpico (CDO) transmitirá un duelo por fecha, y transmitirá la Final por el Ascenso, tanto la ida como la vuelta.

## Sistema de campeonato

### Durante el torneo
Se jugaron 22 fechas divididas en 2 ruedas, bajo el sistema conocido como todos contra todos.
En este torneo, se observó el sistema de puntos, de acuerdo a la reglamentación de la Internacional F.A. Board, asignándose tres puntos, al equipo que resulte ganador; un punto, a cada uno en caso de empate; y cero punto al perdedor.
El orden de clasificación de los equipos, se determinará en una tabla de cómputo general, de la siguiente manera:
- A) Mayor cantidad de puntos obtenidos; en caso de igualdad;
- B) Mayor diferencia entre los goles marcados y recibidos; en caso de igualdad;
- C) Mayor cantidad de partidos ganados; en caso de igualdad;
- D) Mayor cantidad de goles convertidos; en caso de igualdad;
- E) Mayor cantidad de goles de visita marcados; en caso de igualdad;
- F) Menor cantidad de tarjetas rojas recibidas; en caso de igualdad;
- G) Menor cantidad de tarjetas amarillas recibidas; en caso de igualdad;
- H) Sorteo.

En cuanto al campeón del torneo 2017, se definirá de acuerdo al siguiente sistema:
- A) Mayor cantidad de puntos obtenidos; en caso de igualdad;
- B) Partido de definición en cancha neutral.

En caso de que la igualdad sea de más de dos equipos, esta se dejará reducida a dos clubes,
de acuerdo al orden de clasificación de los equipos determinado anteriormente.

### Finalizado el torneo
El equipo que finalizó en el primer lugar del torneo tras las 22 fechas, se proclamó campeón, y clasificó a la Final de Promoción, válido por un cupo en Primera B para el año 2018.
Los equipos que finalizaron en las 10º y 11º posiciones del torneo tras las 22 fechas, descendieron a la Tercera División A para la temporada 2018.

## Árbitros
Esta es la lista de árbitros del torneo de Segunda División Profesional edición Transición 2017. Los árbitros de la Primera División, como de Primera División B, pueden arbitrar en la parte final de este torneo, siempre y cuando no sean designados, para arbitrar en una fecha del campeonato de la categoría mencionada, así como los árbitros de esta lista, pueden dirigir en las dos categorías más altas si así lo estimara la ANFP. La novedad para los árbitros de esta división, es que se integran Fabián Aedo, Kenneth Mella, Manuel Vergara, Nicolás Millas y Rodrigo Carvajal, desde el Fútbol Joven Sub-19, mientras que Cristián Garay y Fernando Vejar, partieron a arbitrar a la Primera B.
| Árbitros         | Edad    | Categoría |
| ---------------- | ------- | --------- |
| Julio Abdala     | 40 años |           |
| Fabián Aedo      | 32 años |           |
| Gustavo Ahumada  | 39 años |           |
| Jorge Arancibia  | 40 años |           |
| Héctor Arcos     | 46 años |           |
| Rodrigo Carvajal | 38 años |           |
| Marco Echeverría | 43 años |           |
| David Figueroa   | 44 años |           |
| Juan Lara        | 35 años |           |
| Manuel Marín     | 41 años |           |
| Kenneth Mella    | 36 años |           |
| Nicolás Millas   | 35 años |           |
| Matías Quila     | 32 años |           |
| Marcelo Sáez     | 47 años |           |
| Jonathan Silva   | 38 años |           |
| Manuel Vergara   | 34 años |           |

## Equipos participantes

### Equipos por región
| Equipo              | Región        | Comuna o ciudad       |
| ------------------- | ------------- | --------------------- |
| Deportes Vallenar   | Atacama       | Vallenar              |
| San Antonio Unido   | Valparaíso    | San Antonio           |
| Deportes La Pintana | Metropolitana | Santiago (La Pintana) |
| Deportes Melipilla  | Metropolitana | Melipilla             |
| Deportes Recoleta   | Metropolitana | Santiago (Recoleta)   |
| Colchagua           | O'Higgins     | San Fernando          |
| Deportes Santa Cruz | O'Higgins     | Santa Cruz            |
| Independiente       | Maule         | Cauquenes             |
| Naval               | Biobío        | Talcahuano            |
| Malleco Unido       | La Araucanía  | Angol                 |
| Provincial Osorno   | Los Lagos     | Osorno                |

| Deportes La Pintana Deportes Recoleta |

### Relevo de clubes

#### Equipos entrantes
| Pos. | Descendidos a la Segunda División 2017 |
| ---- | -------------------------------------- |
| -    | No hubo                                |

| Pos. | Ascendidos a la Segunda División 2017 |
| ---- | ------------------------------------- |
| 1°   | Provincial Osorno                     |
| 2°   | Deportes Recoleta                     |

#### Equipos salientes
| Pos. | Descendidos a la Tercera División A 2018 |
| ---- | ---------------------------------------- |
| 11°  | Trasandino                               |
| 12°  | Lota Schwager                            |

| Pos. | Ascendidos a la Primera B 2017 |
| ---- | ------------------------------ |
| 1°   | AC Barnechea                   |

### Información de los equipos
Fecha de actualización: 2 de diciembre de 2017
| Equipo              | Entrenador        | Estadio Principal           | Capacidad | Marca                 | Sponsor Principal   |
| Colchagua CD        | Raúl González     | Jorge Silva Valenzuela      | 5.900     | Ovación               | Greenvic            |
| Deportes Melipilla  | Carlos Encinas    | Roberto Bravo Santibáñez    | 6.500     | Training Professional | Ariztía             |
| Deportes Pintana    | Andrés Rozo       | Municipal de La Pintana     | 5.000     | KS7                   | Empresas Sol        |
| Deportes Recoleta   | Fabián Marzuca    | Municipal de San Bernardo   | 5.000     | Training              | Empresas Sol        |
| Deportes Santa Cruz | Osvaldo Hurtado   | Joaquín Muñoz García        | 5.000     | Andrómeda             | Multihogar          |
| Deportes Vallenar   | Ramón Climent     | Nelson Rojas                | 5.000     | KS7                   | Empresas Sol        |
| Independiente       | Rubén Martínez    | Manuel Moya Medel           | 4.000     | Onefit                | Supermercado Super8 |
| Malleco Unido       | Christian Muñoz   | Alberto Larraguibel Morales | 4.000     | KS7                   | Scotta              |
| Naval               | Patricio Almendra | El Morro                    | 5.000     | Andrómeda             | Marina del Sol      |
| Provincial Osorno   | Nelson Cossio     | Rubén Marcos Peralta        | 12.000    | Cafu                  | Lipigas             |
| San Antonio Unido   | Guillermo Pérez   | Doctor Olegario Henríquez   | 2.024     | TDeportes             | STI                 |

#### Cambios de entrenadores
Los entrenadores interinos aparecen en cursiva.
| Equipo              | Entrenador                      | Fechas               |
| Colchagua CD        | Néstor Zanatta Raúl González    | 1 - 7 8 - Presente   |
| Provincial Osorno   | Marcos Millape Nelson Cossio    | 1 - 9 10 - Presente  |
| Deportes Pintana    | Jorge Miranda Kirk Andrés Rozo  | 1 - 10 11 - Presente |
| Deportes Santa Cruz | Ronnie Radonich Osvaldo Hurtado | 1 - 20 21 - Presente |

## Tabla de posiciones
Fecha de actualización: 18 de diciembre de 2017
| Pos. | Equipos               | PTS | PJ | PG | PE | PP | GF | GC | DIF | REND. |
| ---- | --------------------- | --- | -- | -- | -- | -- | -- | -- | --- | ----- |
| 1.   | Deportes Vallenar (C) | 38  | 20 | 10 | 8  | 2  | 26 | 16 | +10 | 63,3% |
| 2.   | Naval (D).            | 32  | 20 | 8  | 8  | 4  | 24 | 18 | +6  | 53,3% |
| 3.   | Deportes Santa Cruz   | 31  | 20 | 8  | 7  | 5  | 25 | 20 | +5  | 51,7% |
| 4.   | San Antonio Unido     | 30  | 20 | 8  | 6  | 6  | 25 | 23 | +2  | 50%   |
| 5.   | Deportes Recoleta     | 28  | 20 | 8  | 4  | 8  | 27 | 23 | +4  | 46,7% |
| 6.   | Malleco Unido         | 27  | 20 | 7  | 6  | 7  | 31 | 26 | +5  | 45%   |
| 7.   | Colchagua CD          | 27  | 20 | 8  | 3  | 9  | 23 | 26 | -3  | 45%   |
| 8.   | Deportes Melipilla    | 26  | 20 | 7  | 5  | 8  | 27 | 26 | +1  | 43,3% |
| 9.   | Independiente         | 24  | 20 | 6  | 6  | 8  | 22 | 24 | -2  | 40%   |
| 10.  | Deportes Pintana (D)  | 20  | 20 | 5  | 5  | 10 | 17 | 30 | -13 | 33,3% |
| 11.  | Provincial Osorno (D) | 16  | 20 | 4  | 4  | 12 | 12 | 27 | -15 | 26,7% |

     Campeón. Clasifica a Final de Promoción, por el ascenso a la Primera B 2018.

     Zona de descenso. Desciende directamente a la Tercera División A 2018.
- Deportes Melipilla por ser el subcampeón del Campeonato 2016-17, tiene su cupo asegurado en la "Final de Promoción", en la cual enfrentará al campeón de este torneo.
- Naval descendió por secretaría a la Tercera División 2018, por sueldos impagos en el presente año.

## Evolución de la tabla de posiciones
| Equipo / Fecha      | 1  | 2  | 3  | 4  | 5  | 6  | 7  | 8  | 9  | 10 | 11 | 12 | 13 | 14 | 15 | 16 | 17 | 18 | 19 | 20 | 21 | 22 |
| ------------------- | -- | -- | -- | -- | -- | -- | -- | -- | -- | -- | -- | -- | -- | -- | -- | -- | -- | -- | -- | -- | -- | -- |
| Deportes Vallenar   | 3  | 2  | 1  | 1  | 2  | 2  | 2  | 2  | 1  | 1  | 1  | 1  | 1  | 1  | 1  | 1  | 1  | 1  | 1  | 1  | 1  | 1  |
| Naval               | 8  | 8  | 10 | 10 | 9  | 9  | 9  | 7  | 7  | 6  | 7  | 4  | 7  | 2  | 2  | 2  | 3  | 6  | 2  | 2  | 3  | 2  |
| Deportes Santa Cruz | 6  | 7  | 4  | 2  | 1  | 1  | 1  | 1  | 2  | 2  | 4  | 6  | 6  | 3  | 5  | 6  | 4  | 2  | 4  | 4  | 2  | 3  |
| San Antonio Unido   | 9  | 6  | 2  | 3  | 4  | 6  | 8  | 9  | 10 | 10 | 9  | 8  | 5  | 8  | 4  | 3  | 5  | 3  | 3  | 3  | 4  | 4  |
| Deportes Recoleta   | 1  | 4  | 6  | 4  | 6  | 3  | 4  | 4  | 5  | 5  | 3  | 3  | 4  | 7  | 9  | 9  | 7  | 8  | 8  | 8  | 8  | 5  |
| Malleco Unido       | 2  | 5  | 7  | 7  | 3  | 4  | 5  | 8  | 6  | 4  | 2  | 2  | 3  | 5  | 3  | 4  | 6  | 4  | 5  | 5  | 5  | 6  |
| Colchagua CD        | 7  | 10 | 8  | 6  | 8  | 8  | 10 | 6  | 4  | 3  | 6  | 5  | 8  | 4  | 7  | 7  | 9  | 7  | 7  | 7  | 7  | 7  |
| Deportes Melipilla  | 4  | 3  | 5  | 8  | 5  | 5  | 3  | 3  | 3  | 7  | 5  | 7  | 2  | 6  | 6  | 5  | 2  | 5  | 6  | 6  | 6  | 8  |
| Independiente       | 5  | 1  | 3  | 5  | 7  | 7  | 6  | 5  | 8  | 8  | 8  | 9  | 10 | 10 | 10 | 10 | 8  | 9  | 9  | 9  | 9  | 9  |
| Deportes Pintana    | 11 | 9  | 11 | 11 | 10 | 10 | 7  | 10 | 9  | 9  | 10 | 10 | 9  | 9  | 8  | 8  | 10 | 10 | 10 | 10 | 10 | 10 |
| Provincial Osorno   | 10 | 11 | 9  | 9  | 11 | 11 | 11 | 11 | 11 | 11 | 11 | 11 | 11 | 11 | 11 | 11 | 11 | 11 | 11 | 11 | 11 | 11 |

| 1. |

## Resultados

### Primera Rueda
| Fecha 1                    | Fecha 1           | Fecha 1   | Fecha 1            | Fecha 1 | Fecha 1                     | Fecha 1         | Fecha 1     | Fecha 1 | Fecha 1 | Fecha 1 | Fecha 1 |
|                            | Local             | Resultado | Visitante          |         | Estadio                     | Árbitro         | Fecha       | Hora    |         |         |         |
| -------------------------- | ----------------- | --------- | ------------------ | ------- | --------------------------- | --------------- | ----------- | ------- | ------- | ------- | ------- |
|                            | San Antonio Unido | 0 - 1     | Deportes Melipilla |         | Doctor Olegario Henríquez   | Julio Abdala    | 29 de julio | 16:00   |         |         |         |
|                            | Malleco Unido     | 3 - 0     | Provincial Osorno  |         | Alberto Larraguibel Morales | Gustavo Ahumada | 29 de julio | 18:00   |         |         |         |
|                            | Deportes Pintana  | 0 - 5     | Deportes Recoleta  |         | Lucio Fariña Fernández      | Fabián Aedo     | 29 de julio | 18:00   |         |         |         |
|                            | Deportes Vallenar | 2 - 1     | Colchagua CD       |         | Municipal Nelson Rojas      | Juan Lara       | 29 de julio | 19:00   |         |         |         |
|                            | Independiente     | 1 - 0     | Naval              |         | Manuel Moya Medel           | Manuel Vergara  | 2 de agosto | 19:00   |         |         |         |
| Libre: Deportes Santa Cruz |                   |           |                    |         |                             |                 |             |         |         |         |         |

| Fecha 2              | Fecha 2            | Fecha 2   | Fecha 2             | Fecha 2 | Fecha 2                  | Fecha 2          | Fecha 2     | Fecha 2 | Fecha 2 | Fecha 2 | Fecha 2 |
|                      | Local              | Resultado | Visitante           |         | Estadio                  | Árbitro          | Fecha       | Hora    |         |         |         |
| -------------------- | ------------------ | --------- | ------------------- | ------- | ------------------------ | ---------------- | ----------- | ------- | ------- | ------- | ------- |
|                      | Naval              | 1 - 1     | Deportes Vallenar   |         | El Morro                 | Matías Quila     | 5 de agosto | 16:00   |         |         |         |
|                      | Colchagua          | 0 - 1     | Deportes Santa Cruz |         | Jorge Silva Valenzuela   | Jonathan Silva   | 6 de agosto | 15:30   |         |         |         |
|                      | Deportes Melipilla | 1 - 1     | Deportes Pintana    |         | Roberto Bravo Santibáñez | Rodrigo Carvajal | 6 de agosto | 15:30   |         |         |         |
|                      | Deportes Recoleta  | 0 - 2     | San Antonio Unido   |         | Monumental               | Juan Lara        | 6 de agosto | 15:30   |         |         |         |
|                      | Provincial Osorno  | 0 - 2     | Independiente       |         | Rubén Marcos Peralta     | Nicolás Millas   | 6 de agosto | 15:30   |         |         |         |
| Libre: Malleco Unido |                    |           |                     |         |                          |                  |             |         |         |         |         |

| Fecha 3              | Fecha 3             | Fecha 3   | Fecha 3            | Fecha 3 | Fecha 3                     | Fecha 3         | Fecha 3      | Fecha 3 | Fecha 3 | Fecha 3 | Fecha 3 |
|                      | Local               | Resultado | Visitante          |         | Estadio                     | Árbitro         | Fecha        | Hora    |         |         |         |
| -------------------- | ------------------- | --------- | ------------------ | ------- | --------------------------- | --------------- | ------------ | ------- | ------- | ------- | ------- |
|                      | San Antonio Unido   | 3 - 0     | Naval              |         | Doctor Olegario Henríquez   | Gustavo Ahumada | 12 de agosto | 16:00   |         |         |         |
|                      | Malleco Unido       | 1 - 2     | Colchagua CD       |         | Alberto Larraguibel Morales | Manuel Vergara  | 12 de agosto | 18:00   |         |         |         |
|                      | Deportes Santa Cruz | 1 - 0     | Deportes Pintana   |         | Joaquín Muñoz García        | Matías Quila    | 12 de agosto | 18:30   |         |         |         |
|                      | Deportes Vallenar   | 1 - 0     | Deportes Melipilla |         | Municipal Nelson Rojas      | Héctor Arcos    | 12 de agosto | 19:00   |         |         |         |
|                      | Provincial Osorno   | 2 - 1     | Deportes Recoleta  |         | Rubén Marcos Peralta        | Julio Abdala    | 13 de agosto | 15:30   |         |         |         |
| Libre: Independiente |                     |           |                    |         |                             |                 |              |         |         |         |         |

| Fecha 4      | Fecha 4            | Fecha 4   | Fecha 4             | Fecha 4 | Fecha 4                   | Fecha 4        | Fecha 4      | Fecha 4 | Fecha 4 | Fecha 4 | Fecha 4 |
|              | Local              | Resultado | Visitante           |         | Estadio                   | Árbitro        | Fecha        | Hora    |         |         |         |
| ------------ | ------------------ | --------- | ------------------- | ------- | ------------------------- | -------------- | ------------ | ------- | ------- | ------- | ------- |
|              | San Antonio Unido  | 1 - 1     | Malleco Unido       |         | Doctor Olegario Henríquez | Juan Lara      | 15 de agosto | 16:30   |         |         |         |
|              | Deportes Pintana   | 0 - 2     | Deportes Vallenar   |         | Municipal de La Pintana   | Nicolás Millas | 16 de agosto | 15:00   |         |         |         |
|              | Colchagua CD       | 3 - 2     | Provincial Osorno   |         | Jorge Silva Valenzuela    | Fabián Aedo    | 16 de agosto | 15:30   |         |         |         |
|              | Deportes Recoleta  | 2 - 1     | Independiente       |         | Lucio Fariña Fernández    | Jonathan Silva | 16 de agosto | 16:30   |         |         |         |
|              | Deportes Melipilla | 2 - 3     | Deportes Santa Cruz |         | Roberto Bravo Santibáñez  | Julio Abdala   | 16 de agosto | 19:00   |         |         |         |
| Libre: Naval |                    |           |                     |         |                           |                |              |         |         |         |         |

| Fecha 5                  | Fecha 5             | Fecha 5   | Fecha 5           | Fecha 5 | Fecha 5                  | Fecha 5          | Fecha 5      | Fecha 5 | Fecha 5 | Fecha 5 | Fecha 5 |
|                          | Local               | Resultado | Visitante         |         | Estadio                  | Árbitro          | Fecha        | Hora    | TV      |         |         |
| ------------------------ | ------------------- | --------- | ----------------- | ------- | ------------------------ | ---------------- | ------------ | ------- | ------- | ------- | ------- |
|                          | Deportes Santa Cruz | 2 - 0     | Provincial Osorno |         | Joaquín Muñoz García     | Manuel Vergara   | 20 de agosto | 12:00   |         |         |         |
|                          | Deportes Pintana    | 3 - 0     | San Antonio Unido |         | Municipal de La Pintana  | Jonathan Silva   | 20 de agosto | 15:00   |         |         |         |
|                          | Deportes Melipilla  | 2 - 0     | Independiente     |         | Roberto Bravo Santibáñez | Matías Quila     | 20 de agosto | 15:30   | CDO     |         |         |
|                          | Naval               | 1 - 0     | Colchagua         |         | El Morro                 | Rodrigo Carvajal | 20 de agosto | 16:00   |         |         |         |
|                          | Deportes Recoleta   | 0 - 3     | Malleco Unido     |         |                          |                  |              |         |         |         |         |
| Libre: Deportes Vallenar |                     |           |                   |         |                          |                  |              |         |         |         |         |

| Fecha 6                  | Fecha 6           | Fecha 6   | Fecha 6             | Fecha 6 | Fecha 6                     | Fecha 6        | Fecha 6      | Fecha 6 | Fecha 6 | Fecha 6 | Fecha 6 |
|                          | Local             | Resultado | Visitante           |         | Estadio                     | Árbitro        | Fecha        | Hora    | TV      |         |         |
| ------------------------ | ----------------- | --------- | ------------------- | ------- | --------------------------- | -------------- | ------------ | ------- | ------- | ------- | ------- |
|                          | Malleco Unido     | 2 - 2     | Deportes Melipilla  |         | Alberto Larraguibel Morales | Héctor Arcos   | 26 de agosto | 18:00   |         |         |         |
|                          | Deportes Vallenar | 1 - 1     | Deportes Santa Cruz |         | Municipal Nelson Rojas      | Matías Quila   | 26 de agosto | 19:00   |         |         |         |
|                          | Colchagua         | 1 - 5     | Deportes Recoleta   |         | Jorge Silva Valenzuela      | Fabián Aedo    | 27 de agosto | 15:30   |         |         |         |
|                          | Provincial Osorno | 1 - 1     | Naval               |         | Rubén Marcos Peralta        | Nicolás Millas | 27 de agosto | 15:30   |         |         |         |
|                          | Independiente     | 2 - 2     | Deportes Pintana    |         | Manuel Moya Medel           | Juan Lara      | 27 de agosto | 16:00   | CDO     |         |         |
| Libre: San Antonio Unido |                   |           |                     |         |                             |                |              |         |         |         |         |

| Fecha 7          | Fecha 7             | Fecha 7   | Fecha 7           | Fecha 7 | Fecha 7                  | Fecha 7          | Fecha 7         | Fecha 7 | Fecha 7 | Fecha 7 | Fecha 7 |
|                  | Local               | Resultado | Visitante         |         | Estadio                  | Árbitro          | Fecha           | Hora    | TV      |         |         |
| ---------------- | ------------------- | --------- | ----------------- | ------- | ------------------------ | ---------------- | --------------- | ------- | ------- | ------- | ------- |
|                  | Deportes Vallenar   | 1 - 0     | San Antonio Unido |         | Municipal Nelson Rojas   | Juan Lara        | 2 de septiembre | 19:00   |         |         |         |
|                  | Deportes Santa Cruz | 1 - 1     | Independiente     |         | Joaquín Muñoz García     | Rodrigo Carvajal | 3 de septiembre | 13:00   |         |         |         |
|                  | Deportes Melipilla  | 1 - 0     | Provincial Osorno |         | Roberto Bravo Santibáñez | Gustavo Ahumada  | 3 de septiembre | 15:30   |         |         |         |
|                  | Naval               | 1 - 1     | Deportes Recoleta |         | El Morro                 | Manuel Vergara   | 3 de septiembre | 16:00   |         |         |         |
|                  | Deportes Pintana    | 2 - 1     | Malleco Unido     |         | Lucio Fariña Fernández   | Julio Abdala     | 3 de septiembre | 19:00   | CDO     |         |         |
| Libre: Colchagua |                     |           |                   |         |                          |                  |                 |         |         |         |         |

| Fecha 8                  | Fecha 8           | Fecha 8   | Fecha 8             | Fecha 8 | Fecha 8                     | Fecha 8         | Fecha 8          | Fecha 8 | Fecha 8 | Fecha 8 | Fecha 8 |
|                          | Local             | Resultado | Visitante           |         | Estadio                     | Árbitro         | Fecha            | Hora    |         |         |         |
| ------------------------ | ----------------- | --------- | ------------------- | ------- | --------------------------- | --------------- | ---------------- | ------- | ------- | ------- | ------- |
|                          | Malleco Unido     | 1 - 2     | Naval               |         | Alberto Larraguibel Morales | Jonathan Silva  | 9 de septiembre  | 19:00   |         |         |         |
|                          | Deportes Recoleta | 0 - 0     | Deportes Melipilla  |         | Municipal de San Bernardo   | Matías Quila    | 10 de septiembre | 15:30   |         |         |         |
|                          | Colchagua         | 3 - 0     | Deportes Pintana    |         | Jorge Silva Valenzuela      | Nicolás Millas  | 10 de septiembre | 15:30   |         |         |         |
|                          | Independiente     | 0 - 0     | Deportes Vallenar   |         | Manuel Moya Medel           | Héctor Arcos    | 10 de septiembre | 15:30   |         |         |         |
|                          | San Antonio Unido | 1 - 1     | Deportes Santa Cruz |         | Lucio Fariña Fernández      | Gustavo Ahumada | 10 de septiembre | 19:30   |         |         |         |
| Libre: Provincial Osorno |                   |           |                     |         |                             |                 |                  |         |         |         |         |

| Fecha 9                  | Fecha 9             | Fecha 9   | Fecha 9           | Fecha 9 | Fecha 9                  | Fecha 9          | Fecha 9          | Fecha 9 | Fecha 9 | Fecha 9 | Fecha 9 |
|                          | Local               | Resultado | Visitante         |         | Estadio                  | Árbitro          | Fecha            | Hora    | TV      |         |         |
| ------------------------ | ------------------- | --------- | ----------------- | ------- | ------------------------ | ---------------- | ---------------- | ------- | ------- | ------- | ------- |
|                          | Deportes Melipilla  | 0 - 1     | Colchagua         |         | Roberto Bravo Santibáñez | Manuel Vergara   | 13 de septiembre | 19:00   |         |         |         |
|                          | Deportes Pintana    | 1 - 1     | Naval             |         | Municipal de La Pintana  | Rodrigo Carvajal | 14 de septiembre | 15:00   | CDO     |         |         |
|                          | Deportes Santa Cruz | 1 - 2     | Malleco Unido     |         | Joaquín Muñoz García     | Juan Lara        | 14 de septiembre | 19:00   |         |         |         |
|                          | Deportes Vallenar   | 2 - 0     | Provincial Osorno |         | Municipal Nelson Rojas   | Gustavo Ahumada  | 14 de septiembre | 20:00   |         |         |         |
|                          | Independiente       | 3 - 0     | San Antonio Unido |         | Manuel Moya Medel        | Julio Abdala     | 1 de noviembre   | 17:00   |         |         |         |
| Libre: Deportes Recoleta |                     |           |                   |         |                          |                  |                  |         |         |         |         |

| Fecha 10                  | Fecha 10          | Fecha 10  | Fecha 10            | Fecha 10 | Fecha 10                    | Fecha 10       | Fecha 10         | Fecha 10 | Fecha 10 | Fecha 10 | Fecha 10 |
|                           | Local             | Resultado | Visitante           |          | Estadio                     | Árbitro        | Fecha            | Hora     | TV       |          |          |
| ------------------------- | ----------------- | --------- | ------------------- | -------- | --------------------------- | -------------- | ---------------- | -------- | -------- | -------- | -------- |
|                           | Naval             | 1 - 0     | Deportes Santa Cruz |          | El Morro                    | Fabián Aedo    | 23 de septiembre | 17:00    |          |          |          |
|                           | Malleco Unido     | 2 - 1     | Independiente       |          | Alberto Larraguibel Morales | Nicolás Millas | 23 de septiembre | 19:00    |          |          |          |
|                           | Colchagua         | 1 - 0     | San Antonio Unido   |          | Jorge Silva Valenzuela      | Manuel Marín   | 24 de septiembre | 15:30    |          |          |          |
|                           | Provincial Osorno | 2 - 1     | Deportes Pintana    |          | Rubén Marcos Peralta        | Matías Quila   | 24 de septiembre | 15:30    |          |          |          |
|                           | Deportes Recoleta | 1 - 0     | Deportes Vallenar   |          | Municipal de San Bernardo   | Jonathan Silva | 24 de septiembre | 16:30    | CDO      |          |          |
| Libre: Deportes Melipilla |                   |           |                     |          |                             |                |                  |          |          |          |          |

| Fecha 11                | Fecha 11            | Fecha 11  | Fecha 11          | Fecha 11 | Fecha 11                  | Fecha 11         | Fecha 11         | Fecha 11 | Fecha 11 | Fecha 11 | Fecha 11 |
|                         | Local               | Resultado | Visitante         |          | Estadio                   | Árbitro          | Fecha            | Hora     |          |          |          |
| ----------------------- | ------------------- | --------- | ----------------- | -------- | ------------------------- | ---------------- | ---------------- | -------- | -------- | -------- | -------- |
|                         | San Antonio Unido   | 2 - 0     | Provincial Osorno |          | Doctor Olegario Henríquez | Héctor Arcos     | 30 de septiembre | 16:30    |          |          |          |
|                         | Deportes Vallenar   | 2 - 4     | Malleco Unido     |          | Municipal Nelson Rojas    | Fabián Aedo      | 30 de septiembre | 19:00    |          |          |          |
|                         | Deportes Santa Cruz | 0 - 1     | Deportes Recoleta |          | Joaquín Muñoz García      | Julio Abdala     | 1 de octubre     | 15:00    |          |          |          |
|                         | Independiente       | 1 - 0     | Colchagua         |          | Manuel Moya Medel         | Rodrigo Carvajal | 1 de octubre     | 15:30    |          |          |          |
|                         | Deportes Melipilla  | 2 - 1     | Naval             |          | Roberto Bravo Santibáñez  | Juan Lara        | 1 de octubre     | 16:00    |          |          |          |
| Libre: Deportes Pintana |                     |           |                   |          |                           |                  |                  |          |          |          |          |

### Segunda Rueda
| Fecha 12                   | Fecha 12          | Fecha 12  | Fecha 12           | Fecha 12 | Fecha 12                    | Fecha 12        | Fecha 12     | Fecha 12 | Fecha 12 | Fecha 12 | Fecha 12 |
|                            | Local             | Resultado | Visitante          |          | Estadio                     | Árbitro         | Fecha        | Hora     |          |          |          |
| -------------------------- | ----------------- | --------- | ------------------ | -------- | --------------------------- | --------------- | ------------ | -------- | -------- | -------- | -------- |
|                            | Naval             | 3 - 0     | Independiente      |          | El Morro                    | Gustavo Ahumada | 7 de octubre | 17:00    |          |          |          |
|                            | Malleco Unido     | 0 - 1     | San Antonio Unido  |          | Alberto Larraguibel Morales | Matías Quila    | 7 de octubre | 19:00    |          |          |          |
|                            | Provincial Osorno | 1 - 0     | Deportes Melipilla |          | Rubén Marcos Peralta        | Manuel Marín    | 8 de octubre | 15:30    |          |          |          |
|                            | Colchagua         | 0 - 0     | Deportes Vallenar  |          | Jorge Silva Valenzuela      | Manuel Vergara  | 8 de octubre | 15:30    |          |          |          |
|                            | Deportes Recoleta | 0 - 1     | Deportes Pintana   |          | Municipal de San Bernardo   | Nicolás Millas  | 8 de octubre | 16:30    |          |          |          |
| Libre: Deportes Santa Cruz |                   |           |                    |          |                             |                 |              |          |          |          |          |

| Fecha 13             | Fecha 13           | Fecha 13  | Fecha 13            | Fecha 13 | Fecha 13                  | Fecha 13         | Fecha 13      | Fecha 13 | Fecha 13 | Fecha 13 | Fecha 13 |
|                      | Local              | Resultado | Visitante           |          | Estadio                   | Árbitro          | Fecha         | Hora     |          |          |          |
| -------------------- | ------------------ | --------- | ------------------- | -------- | ------------------------- | ---------------- | ------------- | -------- | -------- | -------- | -------- |
|                      | Deportes Pintana   | 2 - 0     | Colchagua           |          | Municipal de La Pintana   | Kenneth Mella    | 14 de octubre | 15:30    |          |          |          |
|                      | San Antonio Unido  | 2 - 1     | Deportes Recoleta   |          | Doctor Olegario Henríquez | Juan Lara        | 14 de octubre | 16:30    |          |          |          |
|                      | Deportes Melipilla | 2 - 1     | Malleco Unido       |          | Roberto Bravo Santibáñez  | Jonathan Silva   | 14 de octubre | 17:00    |          |          |          |
|                      | Deportes Vallenar  | 2 - 1     | Naval               |          | Municipal Nelson Rojas    | Rodrigo Carvajal | 14 de octubre | 19:00    |          |          |          |
|                      | Provincial Osorno  | 1 - 1     | Deportes Santa Cruz |          | Rubén Marcos Peralta      | Manuel Vergara   | 15 de octubre | 15:30    |          |          |          |
| Libre: Independiente |                    |           |                     |          |                           |                  |               |          |          |          |          |

| Fecha 14                 | Fecha 14            | Fecha 14  | Fecha 14           | Fecha 14 | Fecha 14                    | Fecha 14        | Fecha 14      | Fecha 14 | Fecha 14 | Fecha 14 | Fecha 14 |
|                          | Local               | Resultado | Visitante          |          | Estadio                     | Árbitro         | Fecha         | Hora     | TV       |          |          |
| ------------------------ | ------------------- | --------- | ------------------ | -------- | --------------------------- | --------------- | ------------- | -------- | -------- | -------- | -------- |
|                          | Deportes Recoleta   | 0 - 1     | Colchagua          |          | Municipal de San Bernardo   | Fabián Aedo     | 18 de octubre | 16:30    | CDO      |          |          |
|                          | Naval               | 4 - 1     | San Antonio Unido  |          | El Morro                    | Julio Abdala    | 18 de octubre | 19:00    |          |          |          |
|                          | Independiente       | 0 - 0     | Provincial Osorno  |          | Manuel Moya Medel           | Kenneth Mella   | 18 de octubre | 19:00    |          |          |          |
|                          | Deportes Santa Cruz | 2 - 1     | Deportes Melipilla |          | Joaquín Muñoz García        | Gustavo Ahumada | 18 de octubre | 19:00    |          |          |          |
|                          | Malleco Unido       | 0 - 0     | Deportes Pintana   |          | Alberto Larraguibel Morales | Nicolás Millas  | 18 de octubre | 19:00    |          |          |          |
| Libre: Deportes Vallenar |                     |           |                    |          |                             |                 |               |          |          |          |          |

| Fecha 15                 | Fecha 15           | Fecha 15  | Fecha 15            | Fecha 15 | Fecha 15                  | Fecha 15       | Fecha 15      | Fecha 15 | Fecha 15 | Fecha 15 | Fecha 15 |
|                          | Local              | Resultado | Visitante           |          | Estadio                   | Árbitro        | Fecha         | Hora     |          |          |          |
| ------------------------ | ------------------ | --------- | ------------------- | -------- | ------------------------- | -------------- | ------------- | -------- | -------- | -------- | -------- |
|                          | San Antonio Unido  | 2 - 1     | Independiente       |          | Doctor Olegario Henríquez | Nicolás Millas | 21 de octubre | 16:30    |          |          |          |
|                          | Deportes Pintana   | 2 - 1     | Deportes Santa Cruz |          | Municipal de La Pintana   | Matías Quila   | 21 de octubre | 17:00    |          |          |          |
|                          | Provincial Osorno  | 1 - 3     | Malleco Unido       |          | Rubén Marcos Peralta      | Héctor Arcos   | 22 de octubre | 15:30    |          |          |          |
|                          | Colchagua          | 1 - 2     | Naval               |          | Jorge Silva Valenzuela    | Manuel Marín   | 22 de octubre | 15:30    |          |          |          |
|                          | Deportes Melipilla | 1 - 1     | Deportes Vallenar   |          | Roberto Bravo Santibáñez  | José Cabero    | 22 de octubre | 17:00    |          |          |          |
| Libre: Deportes Recoleta |                    |           |                     |          |                           |                |               |          |          |          |          |

| Fecha 16                 | Fecha 16            | Fecha 16  | Fecha 16           | Fecha 16 | Fecha 16                  | Fecha 16         | Fecha 16      | Fecha 16 | Fecha 16 | Fecha 16 | Fecha 16 |
|                          | Local               | Resultado | Visitante          |          | Estadio                   | Árbitro          | Fecha         | Hora     |          |          |          |
| ------------------------ | ------------------- | --------- | ------------------ | -------- | ------------------------- | ---------------- | ------------- | -------- | -------- | -------- | -------- |
|                          | San Antonio Unido   | 2 - 0     | Deportes Pintana   |          | Doctor Olegario Henríquez | Jonathan Silva   | 28 de octubre | 16:30    |          |          |          |
|                          | Deportes Santa Cruz | 2 - 1     | Colchagua          |          | Joaquín Muñoz García      | Marcelo González | 28 de octubre | 19:00    |          |          |          |
|                          | Deportes Vallenar   | 3 - 1     | Deportes Recoleta  |          | Municipal Nelson Rojas    | Juan Lara        | 28 de octubre | 19:00    |          |          |          |
|                          | Independiente       | 2 - 4     | Deportes Melipilla |          | Manuel Moya Medel         | Nicolás Gamboa   | 29 de octubre | 17:00    |          |          |          |
|                          | Naval               | 1 - 1     | Malleco Unido      |          | El Morro                  | Rodrigo Carvajal | 29 de octubre | 18:00    |          |          |          |
| Libre: Provincial Osorno |                     |           |                    |          |                           |                  |               |          |          |          |          |

| Fecha 17                 | Fecha 17            | Fecha 17  | Fecha 17           | Fecha 17 | Fecha 17                    | Fecha 17         | Fecha 17       | Fecha 17 | Fecha 17 | Fecha 17 | Fecha 17 |
|                          | Local               | Resultado | Visitante          |          | Estadio                     | Árbitro          | Fecha          | Hora     | TV       |          |          |
| ------------------------ | ------------------- | --------- | ------------------ | -------- | --------------------------- | ---------------- | -------------- | -------- | -------- | -------- | -------- |
|                          | Deportes Pintana    | 0 - 2     | Deportes Melipilla |          | Municipal de La Pintana     | Fernando Vejar   | 4 de noviembre | 17:00    |          |          |          |
|                          | Deportes Santa Cruz | 1 - 1     | Naval              |          | Joaquín Muñoz García        | Kenneth Mella    | 4 de noviembre | 19:00    |          |          |          |
|                          | Deportes Recoleta   | 1 - 0     | Provincial Osorno  |          | Municipal de San Bernardo   | Manuel Vergara   | 5 de noviembre | 16:30    | CDO      |          |          |
|                          | Colchagua           | 1 - 2     | Independiente      |          | Jorge Silva Valenzuela      | Julio Abdala     | 5 de noviembre | 17:30    |          |          |          |
|                          | Malleco Unido       | 1 - 2     | Deportes Vallenar  |          | Alberto Larraguibel Morales | Benjamín Saravia | 5 de noviembre | 17:30    |          |          |          |
| Libre: San Antonio Unido |                     |           |                    |          |                             |                  |                |          |          |          |          |

| Fecha 18     | Fecha 18           | Fecha 18  | Fecha 18            | Fecha 18 | Fecha 18                    | Fecha 18        | Fecha 18        | Fecha 18 | Fecha 18 | Fecha 18 | Fecha 18 |
|              | Local              | Resultado | Visitante           |          | Estadio                     | Árbitro         | Fecha           | Hora     | TV       |          |          |
| ------------ | ------------------ | --------- | ------------------- | -------- | --------------------------- | --------------- | --------------- | -------- | -------- | -------- | -------- |
|              | Malleco Unido      | 2 - 1     | Deportes Recoleta   |          | Alberto Larraguibel Morales | Héctor Arcos    | 11 de noviembre | 19:00    |          |          |          |
|              | Deportes Vallenar  | 3 - 2     | Deportes Pintana    |          | Municipal Nelson Rojas      | Manuel Marín    | 11 de noviembre | 19:30    |          |          |          |
|              | Provincial Osorno  | 0 - 1     | Colchagua           |          | Rubén Marcos Peralta        | Jonathan Silva  | 12 de noviembre | 15:30    |          |          |          |
|              | Independiente      | 0 - 1     | Deportes Santa Cruz |          | Manuel Moya Medel           | Matías Quila    | 12 de noviembre | 17:00    |          |          |          |
|              | Deportes Melipilla | 2 - 4     | San Antonio Unido   |          | Roberto Bravo Santibáñez    | Rafael Troncoso | 12 de noviembre | 17:00    | CDO      |          |          |
| Libre: Naval |                    |           |                     |          |                             |                 |                 |          |          |          |          |

| Fecha 19             | Fecha 19          | Fecha 19  | Fecha 19            | Fecha 19 | Fecha 19                  | Fecha 19        | Fecha 19        | Fecha 19 | Fecha 19 | Fecha 19 | Fecha 19 |
|                      | Local             | Resultado | Visitante           |          | Estadio                   | Árbitro         | Fecha           | Hora     | TV       |          |          |
| -------------------- | ----------------- | --------- | ------------------- | -------- | ------------------------- | --------------- | --------------- | -------- | -------- | -------- | -------- |
|                      | Deportes Recoleta | 3 - 2     | Deportes Santa Cruz |          | Municipal de San Bernardo | Gustavo Ahumada | 15 de noviembre | 16:30    | CDO      |          |          |
|                      | San Antonio Unido | 0 - 0     | Deportes Vallenar   |          | Doctor Olegario Henríquez | Fabián Aracena  | 15 de noviembre | 18:00    |          |          |          |
|                      | Naval             | 1 - 0     | Provincial Osorno   |          | El Morro                  | Cristián Garay  | 15 de noviembre | 19:00    |          |          |          |
|                      | Deportes Pintana  | 0 - 3     | Independiente       |          | Municipal de La Pintana   | Fabián Aedo     | 15 de noviembre | 20:30    |          |          |          |
|                      | Colchagua         | 2 - 1     | Deportes Melipilla  |          | Jorge Silva Valenzuela    | José Cabero     | 16 de noviembre | 18:00    |          |          |          |
| Libre: Malleco Unido |                   |           |                     |          |                           |                 |                 |          |          |          |          |

| Fecha 20         | Fecha 20            | Fecha 20  | Fecha 20          | Fecha 20 | Fecha 20                 | Fecha 20         | Fecha 20        | Fecha 20 | Fecha 20 | Fecha 20 | Fecha 20 |
|                  | Local               | Resultado | Visitante         |          | Estadio                  | Árbitro          | Fecha           | Hora     | TV       |          |          |
| ---------------- | ------------------- | --------- | ----------------- | -------- | ------------------------ | ---------------- | --------------- | -------- | -------- | -------- | -------- |
|                  | Deportes Santa Cruz | 1 - 1     | Deportes Vallenar |          | Joaquín Muñoz García     | Rafael Troncoso  | 25 de noviembre | 19:00    | CDO      |          |          |
|                  | Provincial Osorno   | 1 - 1     | San Antonio Unido |          | Rubén Marcos Peralta     | Fernando Vejar   | 26 de noviembre | 15:30    |          |          |          |
|                  | Independiente       | 1 - 1     | Malleco Unido     |          | Manuel Moya Medel        | Rodrigo Carvajal | 26 de noviembre | 17:00    |          |          |          |
|                  | Deportes Melipilla  | 2 - 2     | Deportes Recoleta |          | Roberto Bravo Santibáñez | Juan Lara        | 26 de noviembre | 17:00    |          |          |          |
|                  | Naval               | 0 - 0     | Deportes Pintana  |          | El Morro                 | Nicolás Millas   | 26 de noviembre | 19:00    |          |          |          |
| Libre: Colchagua |                     |           |                   |          |                          |                  |                 |          |          |          |          |

| Fecha 21                  | Fecha 21          | Fecha 21  | Fecha 21            | Fecha 21 | Fecha 21                    | Fecha 21       | Fecha 21       | Fecha 21 | Fecha 21 | Fecha 21 | Fecha 21 |
|                           | Local             | Resultado | Visitante           |          | Estadio                     | Árbitro        | Fecha          | Hora     |          |          |          |
| ------------------------- | ----------------- | --------- | ------------------- | -------- | --------------------------- | -------------- | -------------- | -------- | -------- | -------- | -------- |
|                           | Deportes Recoleta | 0 - 0     | Naval               |          | Municipal de San Bernardo   | Matías Quila   | 3 de diciembre | 17:30    |          |          |          |
|                           | Malleco Unido     | 0 - 2     | Deportes Santa Cruz |          | Alberto Larraguibel Morales | Jonathan Silva | 3 de diciembre | 17:30    |          |          |          |
|                           | Deportes Vallenar | 1 - 1     | Independiente       |          | Municipal Nelson Rojas      | Omar Oporto    | 3 de diciembre | 17:30    |          |          |          |
|                           | Deportes Pintana  | 0 - 1     | Provincial Osorno   |          | Municipal de La Pintana     | Julio Abdala   | 3 de diciembre | 17:30    |          |          |          |
|                           | San Antonio Unido | 2 - 2     | Colchagua           |          | Doctor Olegario Henríquez   | Manuel Marín   | 3 de diciembre | 17:30    |          |          |          |
| Libre: Deportes Melipilla |                   |           |                     |          |                             |                |                |          |          |          |          |

| Fecha 22                | Fecha 22            | Fecha 22  | Fecha 22           | Fecha 22 | Fecha 22               | Fecha 22       | Fecha 22        | Fecha 22 | Fecha 22 | Fecha 22 | Fecha 22 |
|                         | Local               | Resultado | Visitante          |          | Estadio                | Árbitro        | Fecha           | Hora     |          |          |          |
| ----------------------- | ------------------- | --------- | ------------------ | -------- | ---------------------- | -------------- | --------------- | -------- | -------- | -------- | -------- |
|                         | Provincial Osorno   | 0 - 1     | Deportes Vallenar  |          | Rubén Marcos Peralta   | Kenneth Mella  | 8 de diciembre  | 17:30    |          |          |          |
|                         | Naval               | 2 - 1     | Deportes Melipilla |          | El Morro               | Héctor Arcos   | 8 de diciembre  | 17:30    |          |          |          |
|                         | Deportes Santa Cruz | 1 - 1     | San Antonio Unido  |          | Joaquín Muñoz García   | Manuel Vergara | 8 de diciembre  | 17:30    |          |          |          |
|                         | Independiente       | 0 - 2     | Deportes Recoleta  |          | Manuel Moya Medel      | Nicolás Millas | 10 de diciembre | 17:30    |          |          |          |
|                         | Colchagua           | 2 - 2     | Malleco Unido      |          | Jorge Silva Valenzuela | Fabián Aedo    | 10 de diciembre | 17:30    |          |          |          |
| Libre: Deportes Pintana |                     |           |                    |          |                        |                |                 |          |          |          |          |

## Final por el ascenso
A esta final llegaron Deportes Melipilla, subcampeón de la edición anterior, y Deportes Vallenar, campeón de este Torneo de Transición. Se enfrentarán en duelos de ida y vuelta, y el club que resulte ganador, ascenderá automáticamente a la Primera B, para el año 2018.
| Ida | Ida                | Ida       | Ida               | Ida | Ida                      | Ida            | Ida             | Ida   | Ida | Ida |
|     | Local              | Resultado | Visitante         |     | Estadio                  | Árbitro        | Fecha           | Hora  | TV  |     |
| --- | ------------------ | --------- | ----------------- | --- | ------------------------ | -------------- | --------------- | ----- | --- | --- |
|     | Deportes Melipilla | 1 - 0     | Deportes Vallenar |     | Roberto Bravo Santibáñez | Patricio Polic | 12 de diciembre | 18:30 | CDO |     |

| Vuelta | Vuelta            | Vuelta    | Vuelta             | Vuelta | Vuelta       | Vuelta         | Vuelta          | Vuelta | Vuelta | Vuelta |
|        | Local             | Resultado | Visitante          |        | Estadio      | Árbitro        | Fecha           | Hora   | TV     |        |
| ------ | ----------------- | --------- | ------------------ | ------ | ------------ | -------------- | --------------- | ------ | ------ | ------ |
|        | Deportes Vallenar | 2 - 1     | Deportes Melipilla |        | Nelson Rojas | Eduardo Gamboa | 19 de diciembre | 19:30  | CDO    |        |

- Nota: Deportes Vallenar debía ascender tras el partido de vuelta. Pero tras una polémica, surgida a raíz de una infracción antirreglamentaria, causada por el árbitro central Eduardo Gamboa (quien no se acordó de la nueva regla de los penales, estrenada en julio de 2017), la ANFP decidió repetir los lanzamientos penales del partido de vuelta, a realizarse el 27 de diciembre en La Serena.[5]

### Repetición de lanzamientos penales
| Penales | Penales           | Penales   | Penales            | Penales | Penales    | Penales       | Penales         | Penales | Penales | Penales |
|         | Local             | Resultado | Visitante          |         | Estadio    | Árbitro       | Fecha           | Hora    | TV      |         |
| ------- | ----------------- | --------- | ------------------ | ------- | ---------- | ------------- | --------------- | ------- | ------- | ------- |
|         | Deportes Vallenar | - (p.)    | Deportes Melipilla |         | La Portada | Roberto Tobar | 27 de diciembre | 12:00   | CDO     |         |

- Nota: Después de la no presentación de Deportes Vallenar a la repetición de los lanzamientos penales, la ANFP determinó el ascenso de Deportes Melipilla a la Primera B.[6][7]

## Cuadro final
| Cuadro de Honor     | Cuadro de Honor | Cuadro de Honor              |
| Equipo              | Premio          | Título(s)                    |
| ------------------- | --------------- | ---------------------------- |
| Deportes Vallenar   | Campeón         |                              |
| Naval               | Subcampeón      | Transición 2017              |
| Deportes Santa Cruz | Tercer lugar    |                              |
| San Antonio Unido   | Cuarto lugar    |                              |
| Final de Promoción  |                 |                              |
| Deportes Melipilla  | Ascendido       | Asciende a la Primera B 2018 |

## Estadísticas

### Goleadores
Actualizado el 10 de diciembre de 2017.

| Top 10             | Top 10             | Top 10 |
| ------------------ | ------------------ | ------ |
| Jugador            | Equipo             | Goles  |
| Steffan Pino       | Deportes Recoleta  | 12     |
| José Torres        | Malleco Unido      | 12     |
| Diego Cuéllar      | Deportes Vallenar  | 9      |
| Cristopher Vásquez | Independiente      | 9      |
| Milton Alegre      | Deportes Melipilla | 8      |
| Alfredo Calderón   | Deportes Pintana   | 7      |
| Edgar Melo         | Malleco Unido      | 7      |
| Giovanni Narváez   | Colchagua CD       | 6      |
| Arnaldo Castillo   | Naval              | 6      |
| Humberto Suazo     | San Antonio Unido  | 6      |

| Tabla de goleadores completa | Tabla de goleadores completa | Tabla de goleadores completa |
| ---------------------------- | ---------------------------- | ---------------------------- |
| Jugador                      | Equipo                       | Goles                        |
| Ismael Almendares            | Deportes Vallenar            | 5                            |
| Juan Silva                   | Deportes Vallenar            | 5                            |
| Pablo Domínguez              | Provincial Osorno            | 5                            |
| Matías García                | San Antonio Unido            | 5                            |
| Felipe Escobar               | Colchagua CD                 | 4                            |
| Paulo Cárdenas               | Deportes Melipilla           | 4                            |
| Roberto Abarca               | Independiente                | 4                            |
| Víctor Soto                  | Provincial Osorno            | 4                            |
| Felipe Martel                | Colchagua CD                 | 3                            |
| Hugo Alarcón                 | Deportes Melipilla           | 3                            |
| Esteban Giorgetti            | Deportes Recoleta            | 3                            |
| Marcelo Allende              | Deportes Santa Cruz          | 3                            |
| Thomas Aranguiz              | Deportes Santa Cruz          | 3                            |
| Juan Aguilera                | Naval                        | 3                            |
| Jeriberth Carrasco           | Naval                        | 3                            |
| Luis Riveros                 | Naval                        | 3                            |
| Kevin Galdames               | San Antonio Unido            | 3                            |
| Francisco Cáceres            | Colchagua CD                 | 2                            |
| Gonzalo Mendiburo            | Colchagua CD                 | 2                            |
| Rodrigo Moya                 | Colchagua CD                 | 2                            |
| Felipe Araya                 | Deportes Melipilla           | 2                            |
| Fabrizio Cortés              | Deportes Melipilla           | 2                            |
| Bibencio Servín              | Deportes Melipilla           | 2                            |
| Jonathan Guajardo            | Deportes Pintana             | 2                            |
| Christopher Penroz           | Deportes Pintana             | 2                            |
| Ignacio Ramírez              | Deportes Pintana             | 2                            |
| Sebastián Villalobos         | Deportes Pintana             | 2                            |
| Matías Aguilar               | Deportes Recoleta            | 2                            |
| Sebastían Díaz               | Deportes Recoleta            | 2                            |
| Jorge Meneses                | Deportes Recoleta            | 2                            |
| Pablo Feres                  | Deportes Santa Cruz          | 2                            |
| Juan Carlos Gaete            | Deportes Santa Cruz          | 2                            |
| Thomas Jones                 | Deportes Santa Cruz          | 2                            |
| Sebastián Julio              | Deportes Santa Cruz          | 2                            |
| Ignacio Pinilla              | Deportes Santa Cruz          | 2                            |
| Luis González                | Independiente                | 2                            |
| Patricio Gutiérrez           | Independiente                | 2                            |
| Celín Valdés                 | Independiente                | 2                            |
| Diego Inostroza              | Malleco Unido                | 2                            |
| Mario Salgado                | Naval                        | 2                            |
| Boris Sandoval               | Naval                        | 2                            |
| Hugo Toro                    | Naval                        | 2                            |
| Gerardo Basaes               | San Antonio Unido            | 2                            |
| Víctor Carvajal              | San Antonio Unido            | 2                            |
| Hugo Díaz                    | San Antonio Unido            | 2                            |
| Eduardo Otárola              | San Antonio Unido            | 2                            |
| Walter Aguilar               | Colchagua CD                 | 1                            |
| Francisco Sepúlveda          | Colchagua CD                 | 1                            |
| José Cantillana              | Deportes Melipilla           | 1                            |
| Elson Guzmán                 | Deportes Melipilla           | 1                            |
| Iván Herrera                 | Deportes Melipilla           | 1                            |
| Claudio Latorre              | Deportes Melipilla           | 1                            |
| Mirko Opazo                  | Deportes Melipilla           | 1                            |
| Mario Sandoval               | Deportes Melipilla           | 1                            |
| Gustavo Arancibia            | Deportes Pintana             | 1                            |
| Javier Pérez                 | Deportes Pintana             | 1                            |
| Ricardo Castillo             | Deportes Recoleta            | 1                            |
| Matías Celis                 | Deportes Recoleta            | 1                            |
| Jhonny Contreras             | Deportes Recoleta            | 1                            |
| Jaime Jerez                  | Deportes Recoleta            | 1                            |
| Byron Nieto                  | Deportes Recoleta            | 1                            |
| Ariel Salinas                | Deportes Recoleta            | 1                            |
| Francisco Lara               | Deportes Santa Cruz          | 1                            |
| Miguel Morales               | Deportes Santa Cruz          | 1                            |
| Fabián Pavez                 | Deportes Santa Cruz          | 1                            |
| Isaías Peralta               | Deportes Santa Cruz          | 1                            |
| John Salas                   | Deportes Santa Cruz          | 1                            |
| Andrés Segovia               | Deportes Santa Cruz          | 1                            |
| Luis Torres                  | Deportes Santa Cruz          | 1                            |
| Vildan Alfaro                | Deportes Vallenar            | 1                            |
| Francisco Arancibia          | Deportes Vallenar            | 1                            |
| Francisco Araya              | Deportes Vallenar            | 1                            |
| Felipe Herrera               | Deportes Vallenar            | 1                            |
| Jorge Moraga                 | Deportes Vallenar            | 1                            |
| Roberto Muñoz                | Deportes Vallenar            | 1                            |
| Pedro Rojas                  | Deportes Vallenar            | 1                            |
| Juan Cáceres                 | Independiente                | 1                            |
| Yerko Cariqueo               | Independiente                | 1                            |
| Carlos Llanos                | Independiente                | 1                            |
| José Arancibia               | Malleco Unido                | 1                            |
| Matías Gutiérrez             | Malleco Unido                | 1                            |
| Julio Inaí                   | Malleco Unido                | 1                            |
| Felipe Rojas                 | Malleco Unido                | 1                            |
| Claudio Sandoval             | Malleco Unido                | 1                            |
| Lucas Triviño                | Malleco Unido                | 1                            |
| Cristián Venegas             | Malleco Unido                | 1                            |
| Bastián Henríquez            | Naval                        | 1                            |
| Daniel Mansilla              | Naval                        | 1                            |
| Luis Pacheco                 | Naval                        | 1                            |
| Gabriel Barrientos           | Provincial Osorno            | 1                            |
| Angelo Delgado               | Provincial Osorno            | 1                            |
| Jonathan Salgado             | Provincial Osorno            | 1                            |
| Juan Pablo Carrasco          | San Antonio Unido            | 1                            |
| Manuel Ormazábal             | San Antonio Unido            | 1                            |
| Adán Vergara                 | San Antonio Unido            | 1                            |

     Máximo goleador del torneo.

### Autogoles
Actualizado el 28 de octubre de 2017.
| Lista           | Lista               | Lista               | Lista |
| --------------- | ------------------- | ------------------- | ----- |
| Jugador         | Equipo              | Favorecido          | Goles |
| José Cantillana | Deportes Melipilla  | Colchagua CD        | 1     |
| Fidel Córdova   | Deportes Santa Cruz | Colchagua CD        | 1     |
| Elson Guzmán    | Deportes Melipilla  | Deportes Santa Cruz | 1     |
| Jayson Mena     | Provincial Osorno   | Deportes Santa Cruz | 1     |

## Datos y más estadísticas

### Récords de goles
- Primer gol del torneo: anotado por Iván Herrera, por Deportes Melipilla, contra San Antonio Unido. (29 de julio).
- Último gol del torneo: anotado por Felipe Herrera, por Deportes Vallenar, contra Deportes Melipilla. (19 de diciembre).
- Goles más rápidos: anotados al minuto 1, por Marcelo Allende, de Deportes Santa Cruz, contra Malleco Unido. (Fecha 9).
- Gol más cercano al final del encuentro: anotado al minuto 94, por Edgar Melo, de Malleco Unido, contra Provincial Osorno. (Fecha 1).
- Mayor número de goles marcados en un partido: 6 goles.
  - Colchagua CD 1 - 5 Deportes Recoleta (Fecha 6).
  - Deportes Vallenar 2 - 4 Malleco Unido (Fecha 11).
  - Independiente 2 - 4 Deportes Melipilla (Fecha 16).
  - Deportes Melipilla 2 - 4 San Antonio Unido (Fecha 18).
- Mayor victoria de local:
  - Naval 4 - 1 San Antonio Unido (Fecha 14).
- Mayor victoria de visita:
  - Deportes Pintana 0 - 5 Deportes Recoleta (Fecha 1).

## Minutos jugados por juveniles
- El reglamento del Campeonato Nacional Transición 2017 de la Primera División Temporada 2017, señala en su artículo 34 inciso 4, que “en todos los partidos del campeonato, deberán incluir en la planilla de juego, a lo menos dos jugadores chilenos, nacidos a partir del 01 de enero de 1997”. Esta obligación, también se extiende a la Copa Chile MTS y a los torneos de la Primera B y la Segunda División Profesional.
- En la sumatoria de todos los partidos del campeonato nacional, cada club deberá hacer jugar a lo menos, el equivalente al cincuenta por ciento (50%), de los minutos que dispute el club en el respectivo campeonato, sean estos de fase regular o postemporada a jugadores chilenos, nacidos a partir del 1 de enero de 1997. Para los efectos de la sumatoria, el límite a contabilizar por partido será de 90 minutos, según lo que consigne el árbitro en su planilla de juego”, apunta el reglamento. O sea, durante 675 minutos del certamen, los DT deberán tener en cancha a un juvenil.
- En el caso de cumplimiento entre el 45,1 % al 49,9 % de los minutos, la sanción será la pérdida de tres puntos más una multa de 500 UF, descontándose de la tabla de la fase regular del respectivo campeonato. Si el cumplimiento de los minutos alcanza entre el 40,1 al 45 % de los minutos, el descuento será de seis puntos de pérdida y si el cumplimiento alcanza al 40 % o menos de los minutos, el descuento será de nueve puntos.

| Colchagua CD                                  | 900  | 750  | 150 | 83,33%  |
| Deportes Melipilla                            | 900  | 824  | 76  | 91,55%  |
| Deportes Pintana                              | 900  | 825  | 75  | 91,66%  |
| Deportes Recoleta                             | 900* | 830  | 70  | 92,22%  |
| Deportes Santa Cruz                           | 900  | 1620 | 0   | 180%    |
| Deportes Vallenar                             | 900  | 958  | 32  | 106,44% |
| Independiente                                 | 900  | 820  | 80  | 91,11%  |
| Malleco Unido                                 | 900* | 734  | 166 | 81,55%  |
| Naval                                         | 900  | 752  | 148 | 83,55%  |
| Provincial Osorno                             | 900  | 797  | 103 | 88,55%  |
| San Antonio Unido                             | 900  | 784  | 116 | 87,11%  |
| Última actualización: 26 de noviembre de 2017 |      |      |     |         |

     Cumplieron con el reglamento.

     No cumplieron con el reglamento. Incurre en la pérdida de 3 puntos, más una multa de 500 UF.
Nota: Deportes Recoleta y Malleco Unido tienen un partido nulo para las estadísticas, ya que Malleco ganó 3-0 un partido que fue decretado por secretaría. Por ese motivo, tendrían 90 minutos menos para alinear juveniles, dando un total de 855 minutos. ANFP no se ha pronunciado respecto a este caso.

## Asistencia en los estadios

### 20 partidos con mejor asistencia
Fecha de actualización: 3 de diciembre de 2017
| Fecha | Estadio                     | Ciudad               | Local               | Visita              | Público |
| ----- | --------------------------- | -------------------- | ------------------- | ------------------- | ------- |
| 21    | Nelson Rojas                | Vallenar             | Deportes Vallenar   | Independiente       | 4.000   |
| 18    | Nelson Rojas                | Vallenar             | Deportes Vallenar   | Deportes Pintana    | 3.000   |
| 18    | Roberto Bravo Santibáñez    | Melipilla (Santiago) | Deportes Melipilla  | San Antonio Unido   | 2.000   |
| 7     | Nelson Rojas                | Vallenar             | Deportes Vallenar   | San Antonio Unido   | 1.826   |
| 16    | El Morro                    | Talcahuano           | Naval               | Malleco Unido       | 1.735   |
| 2     | Rubén Marcos Peralta        | Osorno               | Provincial Osorno   | Independiente       | 1.538   |
| 19    | El Morro                    | Talcahuano           | Naval               | Provincial Osorno   | 1.500   |
| 12    | Alberto Larraguibel Morales | Angol                | Malleco Unido       | San Antonio Unido   | 1.450   |
| 11    | Nelson Rojas                | Vallenar             | Deportes Vallenar   | Malleco Unido       | 1.374   |
| 2     | Roberto Bravo Santibáñez    | Melipilla (Santiago) | Deportes Melipilla  | Deportes Pintana    | 1.363   |
| 16    | Nelson Rojas                | Vallenar             | Deportes Vallenar   | Deportes Recoleta   | 1.256   |
| 5     | Roberto Bravo Santibáñez    | Melipilla (Santiago) | Deportes Melipilla  | Independiente       | 1.178   |
| 7     | Joaquín Muñoz García        | Santa Cruz           | Deportes Santa Cruz | Independiente       | 1.152   |
| 5     | Joaquín Muñoz García        | Santa Cruz           | Deportes Santa Cruz | Provincial Osorno   | 1.140   |
| 1     | Nelson Rojas                | Vallenar             | Deportes Vallenar   | Colchagua CD        | 1.100   |
| 6     | Nelson Rojas                | Vallenar             | Deportes Vallenar   | Deportes Santa Cruz | 1.087   |
| 16    | Joaquín Muñoz García        | Santa Cruz           | Deportes Santa Cruz | Colchagua CD        | 1.069   |
| 9     | Nelson Rojas                | Vallenar             | Deportes Vallenar   | Provincial Osorno   | 1.052   |
| 1     | Doctor Olegario Henríquez   | San Antonio          | San Antonio Unido   | Deportes Melipilla  | 1.000   |
| 1     | Alberto Larraguibel Morales | Angol                | Malleco Unido       | Provincial Osorno   | 1.000   |